# NbE 010–014 und ObB 54
Die Lokomotiven NbE 010–014 und ObB 54 gehören zu einer Reihe von Tenderlokomotiven der Achsfolge 1’D1’, die von Borsig (BLW) für die Niederbarnimer Eisenbahn (NbE) und die Oderbruchbahn (ObB) gebaut wurden. Zwischen 1940 und 1941 wurden insgesamt sechs Lokomotiven der Reihe in Dienst gestellt.
Die Lokomotiven sind ähnlich einer Borsig-Konstruktion aus dem Jahr 1937, die bei der Brandenburgischen Städtebahn (BStB) verkehrten und dort die Bezeichnung BStB 51 bis 53 trugen. Die NbE 010–014 und ObB 54 kamen nach dem Zweiten Weltkrieg zur Deutschen Reichsbahn und wurden als 93 6678–6683 bezeichnet. Sie waren bis 1971 im Einsatz und wurden dann ausgemustert sowie verschrottet.

## Geschichte und Einsatz
Die sechs an die Niederbarnimer Eisenbahn und die Oderbruchbahn ausgelieferten Lokomotiven erhielten die Bezeichnungen NbE 010-014 sowie ObB 54.
Die Lokomotiven waren im gemischten Dienst über Jahrzehnte zuverlässig im Einsatz. Die Lok der Oderbruchbahn bekam noch vor dem Zweiten Weltkrieg die Bezeichnung LVDB 3-200 des Landesverkehrsamtes Brandenburg.

## DR 93 6678–6683
Nach dem Krieg gelangten alle Lokomotiven zu der Deutschen Reichsbahn und erhielten die Betriebsnummern 93 6678–6683. Die Lokomotive der Oderbruchbahn war 1950 in Frankfurt (Oder) beheimatet, die Lokomotiven der Niederbarnimer Eisenbahn in Basdorf. Die Beheimatung hat den Lokomotiven den Spitznamen Basdorfer Bullen gegeben. Ab 1957 waren alle in Basdorf beheimatet. Hier blieben sie bis zur Ablösung durch Diesellokomotiven, 93 6682, wurde zum Bahnbetriebswerk Berlin-Lichtenberg abgegeben. Diese und die in Pankow beheimatete 93 6678 haben die EDV-Bezeichnung 93 6678-2 und 93 6682-4 erhalten. 1970 bzw. 1971 wurden beide Loks ausgemustert. Die anderen waren bereits 1965 bis 1968 ausgemustert worden.

## Technische Merkmale
Die Lokomotiven arbeiteten nach dem Heißdampfverfahren und besaßen einen Blechrahmen. Die Kesselspeisung erfolgte durch eine Kolbenspeisepumpe mit Oberflächenvorwärmer und eine Strahlpumpe.
Der Kreuzkopf der Steuerung war bei den Loks einschienig ausgeführt, es kam die Heusinger-Steuerung zur Anwendung.